# Volcanoes National Park

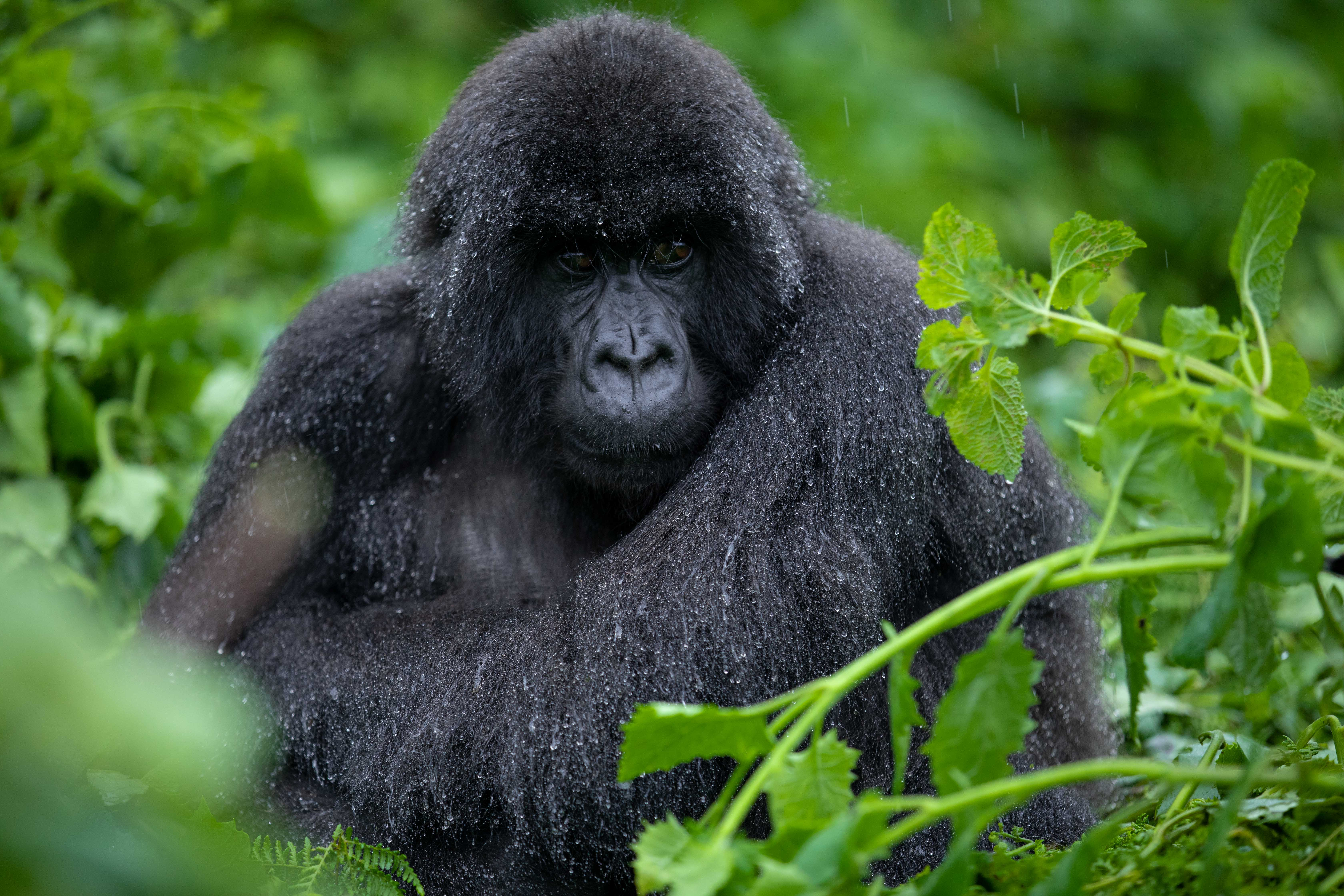
Berggorilla in het park

Volcanoes National Park is een nationaal park in Rwanda.
Onder andere de berggorilla en de diadeemmeerkat komen er voor. 
In 1985 werd Dian Fossey in dit park vermoord. De zaak is onopgelost. 